# دلپاتکادا
دلپاتکادا (به لاتین: Delpatkada) یک منطقهٔ مسکونی در سری‌لانکا است که در استان مرکزی (سری‌لانکا) واقع شده‌است.